# Бородино (Вяземский район)
Бородино — деревня в Вяземском районе Смоленской области России. Входит в состав Новосельского сельского поселения. Население — 425 жителей (2007). 
Расположена в восточной части области в 0,1 км к северу от Вязьмы, в 0,1 км севернее автодороги М1 «Беларусь», на берегу реки Вязьма. В 2 км южнее деревни расположена железнодорожная станция Вязьма-Новоторжская на линии Вязьма — Ржев. 

## История
В годы Великой Отечественной войны деревня была оккупирована гитлеровскими войсками в октябре 1941 года, освобождена в марте 1943 года. 